# Midnight Commander
GNU Midnight Commander (afgekort MC) is een Norton Commander-kloon voor een Unixachtig systeem. Het beschikt over een overzichtelijke, gebruiksvriendelijke en een min of meer beschermde interface voor een niet-grafische omgeving. Bestanden en directory's kunnen eenvoudig worden gekopieerd of verplaatst zonder het verlies van een krachtige command-line (ook wel opdrachtregelinterface genoemd).
Het commando om de Midnight Commander op Unix of Linux aan te roepen luidt mc (kleine letters).

## User interface
Het scherm van MC is verdeeld in vier onderdelen. Het grootste gedeelte bestaat uit twee directorypanelen. Standaard is de tweede lijn van onder de opdrachtregel. De onderste lijn laat de functies zien die je met F1 t/m F10 kunt oproepen. Bovenin vind je de menubalk, deze is soms niet zichtbaar, maar kun je oproepen door met de muis op de bovenste lijn te klikken of door op F9 te drukken.

## Orthodox file manager
MC valt onder de zogenoemde Orthodox file managers omdat er twee directory's tegelijk te zien zijn. Een directorypaneel kan worden geselecteerd door met de muis op een paneel te klikken of door op TAB te drukken. Alle acties vinden dan plaats in het geselecteerde paneel. Bestands- of directoryacties zoals copy (F5) en move (F6) gebruiken standaard als bestemming het niet-geselecteerde paneel, dit is handig als je snel een bestand wilt verplaatsen of kopiëren naar het andere paneel. Je kunt een commando uitvoeren via MC door het simpelweg in te typen. Alles wat de gebruiker typt verschijnt op de opdrachtregel, zodra de gebruiker op ENTER drukt zal MC de opdracht uitvoeren.

## Zwitsers zakmes
MC wordt door ervaren gebruikers vaak vergeleken met een Zwitsers zakmes dankzij de vele mogelijkheden die het programma biedt. MC heeft onder meer inbegrepen:
- Een interne tekstverwerker met syntaxiskleuring voor programmeertalen.
- Een interne hex-editor.
- Een virtueel bestandssysteem voor FTP, SMB en datacompressie-formaten.
- Toets-programmering voor zelf gedefinieerde commando's en scripts.